# Marianne Söderberg
Ida Carin Marianne Söderberg, född Crona 4 januari 1943 i Lund, är en svensk TV-producent, programledare, regissör, manusförfattare och konferencier. Fil kand 1965, därefter verksam vid Sveriges Radio och SVT i Malmö fram till 2008.
Arbetade som nyhetsreporter under många år, bland annat var hon med i starten av det första regionala nyhetsprogrammet i svensk teve, Sydnytt (1972). Under tjugo år kommenterade hon Last Night of the Proms från London och under trettio år presenterade hon SVT:s sändningar av Lunds Studentsångförenings vårkonsert på första maj. Bland hennes dramaproduktioner märks Famna livet (1992) och Drottning av Sverige (1997), bägge i samarbete med Agneta Ulfsäter-Troell. Hon har också producerat en rad program med klassisk musik, bland annat ”I döda mästares sällskap” tillsammans med pianisten Hans Pålsson. Hennes serie ”Din” byggde på tittarnas egna berättelser, en produktion som belönades med en rad priser, bland annat det första Gunnar Ollén-priset 2004 liksom Ikaros- och Club 100-priserna.
Hon är hedersledamot i Lunds nation och Boelspexarna, Lunds enda spex med enbart kvinnor på scen. Hon har fått Lunds stads kulturpris och Alf Henrikson-stipendiet 2006. 2007 tilldelades hon utmärkelsen "Årets Lundensare" av Grandiosa sällskapet.
Hon är sedan 1965 gift med Staffan Söderberg, fil dr som varit verksam vid Lunds universitet och Sydsvenskan i Malmö. De har två döttrar, Victoria Söderberg född 1969 och Sofia Söderberg född 1972. Hon är dotter till Sven Crona och syster till Staffan Crona.

## Producent i urval
- 1988 – Postmästarfrun från Hörby (även manus- och regimedverkan)
- 1992 - Famna livet
- 1997 - Drottning av Sverige
- 1994-2000 - I döda mästares sällskap (även programledare)
- 2000 - Skandalen i Ystad (även regi)
- 2002 - Hjärtats oro (även manusmedverkan)
- 2003-2005 - Din släktsaga (även programledare)

## Roller
- 2002 - Vaktmästaren och professorn (som sig själv)